# Fine Line (álbum)
Fine Line é o segundo álbum de estúdio do cantor e compositor britânico Harry Styles, lançado em 13 de dezembro de 2019, através da Erskine e Columbia Records. Os temas do álbum envolvem términos, felicidade e "fazer sexo e se sentir triste", como o próprio Styles disse. O disco foi descrito como pop rock, com elementos de pop progressivo, pop psicodélico, folk, soul, funk e indie pop.
Apoiado por sete singles: "Lights Up", "Adore You", "Falling", "Watermelon Sugar", "Golden", "Treat People with Kindness" e a faixa-título, Fine Line estreou no número três no UK Albums Chart e no número um na Billboard 200, tornando-se o segundo álbum número um consecutivo de Styles nos EUA. O álbum teve a terceira maior semana de vendas de 2019 nos EUA e quebrou o recorde de maior estreia de um artista masculino britânico desde que a Nielsen SoundScan começou, ganhando 478.000 unidades equivalentes ao álbum. Recebeu certificado de platina dupla nos EUA por vendas combinadas e unidades equivalentes ao álbum de mais de dois milhões de unidades no país.
Fine Line recebeu críticas geralmente positivas dos críticos de música, particularmente em relação à sua produção e influências estilísticas. Foi indicado para Álbum do Ano no Brit Awards de 2020 e para Melhor Álbum Vocal de Pop no Grammy Awards de 2021. O álbum também recebeu um Grammy de Melhor Performance Pop Solo e um Brit Award de Single Britânico do Ano por "Watermelon Sugar". Em 2020, a Rolling Stone o classificou no número 491 em sua lista dos 500 Maiores Álbuns de Todos os Tempos, tornando-se o álbum mais recente a ser incluído.

## Antecedentes
Em uma entrevista à Rolling Stone publicada em 26 de agosto de 2019, foi relatado que o cantor estava dando os "toques finais" em seu álbum, que Styles explicou que era "tudo sobre fazer sexo e se sentir triste". O álbum também foi descrito para conter suas "músicas mais canções e cheias de alma que ele já escreveu". Sobre a direção de seu segundo álbum, Styles revelou que queria ser mais divertido e aventureiro em comparação com seu álbum de estreia auto-intitulado.
Grande parte do álbum foi inspirado no relacionamento de Styles com a modelo Camille Rowe. Após a separação do casal, o produtor e escritor Kid Harpoon encorajou Styles a lidar com suas emoções escrevendo sobre elas. Durante a gravação, Styles foi inspirado por David Bowie, Van Morrison, Paul McCartney e Joni Mitchell. O álbum deste último Blue (1971) e seu uso do dulcimer, influenciaram particularmente o estilo musical do álbum. Styles procurou a mulher que construiu o dulcimer usado no álbum de Mitchell e pediu aulas; ela iria construir seu próprio dulcimer para Styles, que foi usado durante a gravação do álbum. Styles usou "cogumelos" durante o processo de gravação.

## Composição
Fine Line é principalmente um disco de pop rock que incorpora elementos de pop progressivo, pop psicodélico, folk, soul, funk e indie pop.

## Lançamento e promoção
Nos dias que antecederam o lançamento do primeiro single do álbum "Lights Up", cartazes apareceram em várias cidades do mundo com a frase "Do You Know Who You Are?", que estavam relacionadas a uma nova era de Styles depois que cada um dos cartazes apresentava o logotipo da Columbia Records e a sigla "TPWK", que significa "Treat People With Kindness", uma frase que já havia aparecido nas mercadorias da turnê de Styles. Em 4 de novembro de 2019, Styles anunciou oficialmente o álbum junto com sua data de lançamento e capa através de suas redes sociais. Fine Line foi lançado em 13 de dezembro de 2019, através da Columbia e Erskine Records, o segundo de Styles a ser lançado sob o selo. A edição padrão foi lançada em cassete, CD, download digital, streaming e vinil. A edição deluxe do álbum foi lançada em CD em 13 de dezembro de 2019.
Styles promoveu o álbum no episódio de 16 de novembro do Saturday Night Live da NBC como apresentador e convidado musical. Antes do lançamento do álbum, em 10 de dezembro, Styles também atuou como apresentador convidado no The Late Late Show with James Corden. Para comemorar o lançamento e maximizar as vendas do álbum, Styles realizou um show de apenas uma noite no The Forum, em Los Angeles, que coincidiu com o lançamento do álbum em 13 de dezembro. Styles permitiu que os fãs pré-encomendassem seu álbum e os recompensaram com um código para ter a chance de comprar ingressos para vê-lo em seu show de apenas uma noite por apenas US$ 25. O show em Los Angeles foi seguido por outro show no Electric Ballroom, em Londres, em 19 de dezembro, com o rapper britânico Stormzy como convidado especial.

### Singles
"Lights Up", o primeiro single do álbum, foi lançado em 11 de outubro de 2019. No Reino Unido, o single alcançou o número três no UK Singles Chart e recebeu certificado de Platina pela British Phonographic Industry (BPI). Também atingiu o top 20 na Austrália, Canadá, EUA, Irlanda, Nova Zelândia e Escócia. Vincent Haycock dirigiu o videoclipe da canção, que apresenta Styles dançando sem camisa em uma multidão de pessoas encharcada de suor. Em 2 de dezembro, Styles divulgou o trailer do segundo single do álbum, "Adore You". A canção e o videoclipe foram lançados em 6 de dezembro, com a versão estendida do videoclipe sendo narrada por Rosalía. "Adore You" alcançou o número seis na Billboard Hot 100 dos EUA, tornando-se seu primeiro single no top 10 do país desde seu single de estreia solo, "Sign of the Times". Na terra natal de Styles, o Reino Unido, a canção chegou ao número sete.
Um videoclipe de "Falling" foi lançado em 28 de fevereiro. Em 7 de março de 2020, a canção foi lançada oficialmente como o terceiro single do álbum no Reino Unido. Atingindo o número 15 no UK Singles Chart, a canção se tornou o terceiro single top 15 consecutivo do álbum. Além disso, chegou ao número 62 na Billboard Hot 100. "Watermelon Sugar" foi lançada como o quarto single do álbum em 15 de maio de 2020. Foi originalmente lançada como single promocional em 17 de novembro de 2019; Styles cantou "Watermelon Sugar" no Saturday Night Live. Chegando ao número quatro no UK Singles Chart, a canção se tornou o terceiro single top 10 do álbum. Além disso, alcançou o número um nos EUA, tornando-se seu primeiro single número um no país.
"Golden" foi enviada para rádios do Reino Unido como quinto single do álbum em 23 de outubro de 2020. Nos EUA, a canção foi enviada para formatos de rádios hot AC e pop em 26 e 27 de outubro de 2020, respectivamente. A canção alcançou o número 26 no UK Singles Chart e o número 57 na Billboard Hot 100 dos EUA. Em 1 de janeiro de 2021, o videoclipe de "Treat People with Kindness" dirigido por Gabe e Ben Turner foi lançado. Em 9 de janeiro, a canção foi enviada para rádios do Reino Unido servindo como o sexto single do álbum.
"Fine Line" foi lançada através da Sony Music como o sétimo single para estações de rádios italianas em 19 de novembro de 2021.

### Turnê

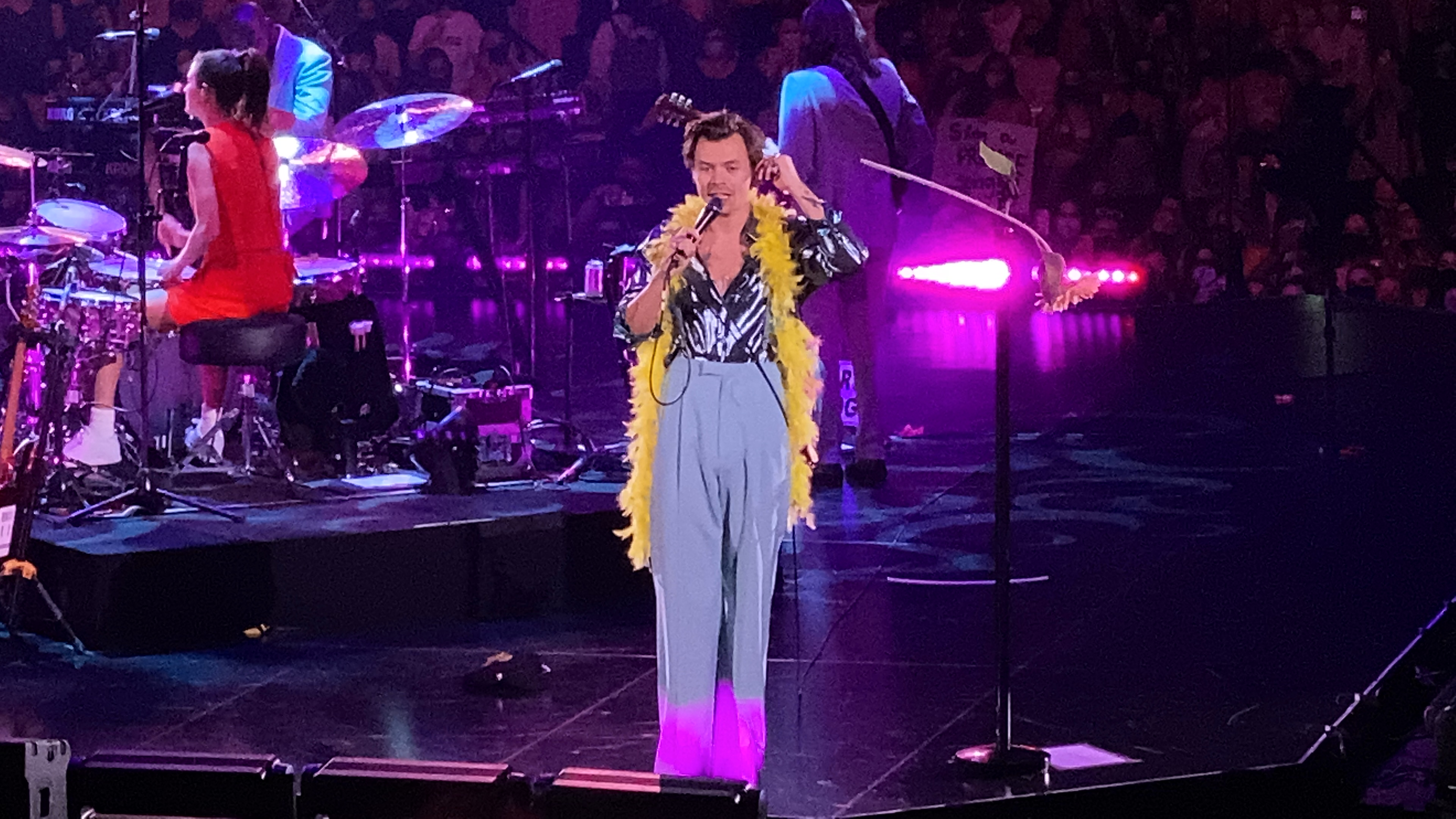
Styles se apresentando na Love On Tour em setembro de 2021

Styles anunciou a turnê de divulgação do álbum, Love On Tour, em 13 de novembro, exatamente um mês antes do lançamento do álbum. Originalmente prevista para ocorrer ao longo de 2020, foi adiada para 2021 devido à pandemia de COVID-19. Depois de ser adiada duas vezes devido a restrições sociais em meio à pandemia de COVID-19, a turnê começou em 4 de setembro de 2021 em Las Vegas, Nevada.

## Análise da crítica
| Críticas profissionais | Críticas profissionais |
| Pontuações agregadas   | Pontuações agregadas   |
| Fonte                  | Avaliação              |
| ---------------------- | ---------------------- |
| AnyDecentMusic?        | 7.1/10                 |
| Metacritic             | 76/100                 |
| Avaliações da crítica  |                        |
| Fonte                  | Avaliação              |
| AllMusic               | [ 54 ]                 |
| The A.V. Club          | B+                     |
| The Daily Telegraph    | [ 56 ]                 |
| The Guardian           | [ 57 ]                 |
| The Independent        | [ 58 ]                 |
| NME                    | [ 59 ]                 |
| Now                    | [ 60 ]                 |
| Pitchfork              | 6.0/10                 |
| Rolling Stone          | [ 62 ]                 |
| Slant Magazine         | [ 63 ]                 |

Fine Line recebeu críticas geralmente positivas dos críticos. No Metacritic, que atribui uma classificação normalizada de 100 a avaliações de críticos profissionais, o álbum tem uma pontuação média de 76 em 100, com base em 20 avaliações.
Gregory Robinson, escrevendo para o The Guardian, considerou o álbum como "confiante, convincente e cativante". Hannah Mylrea da NME achou o álbum "uma alegria total", chamando-o de "uma combinação elegante das influências do ex-boybander, pop moderno e seu próprio charme malandro". Rea McNamara do NOW elogiou a decisão de Styles de se inclinar para um "pop efervescente e cheio de alma" ao nomear "Sunflower, Vol. 6" como a melhor faixa do álbum. Escrevendo para a Rolling Stone, Nick Catucci considerou o álbum "excelente" e sentiu que "se há uma masculinidade não tóxica, Harry Styles pode tê-la encontrado". David Smyth, do The Evening Standard, observou que, embora a música de Styles não possa "fazer jus às imagens brilhantes de seus perfis de imprensa", seu segundo álbum é "um forte argumento para ser o fugitivo de boy band mais interessante até agora".
Neil McCormick, do The Daily Telegraph, caracterizou o álbum como "encantador, mas inconsequente", enquanto Mark Richardson, do The Wall Street Journal, descreveu-o como "sério, direto e polido", mas "mais imitativo do que o original" e oferecendo "não nova perspectiva". Em uma crítica mista, Jeremy D. Larson do Pitchfork descreveu o "som real" de Fine Line como "incrível" já que as influências de Styles permeiam o disco, mas considerou sua composição superficial e sem imaginação. Tom Hull escreveu da mesma forma que "parece inútil, mesmo quando ele cria algo cativante–na verdade, quanto mais cativante, mais irritante fica".

## Prêmios e indicações
| Ano  | Cerimônia             | Categoria                                | Resultado | Ref.   |
| ---- | --------------------- | ---------------------------------------- | --------- | ------ |
| 2020 | Brit Awards           | Álbum do Ano                             | Indicado  | [ 68 ] |
| 2020 | American Music Awards | Álbum de Pop/Rock                        | Venceu    | [ 69 ] |
| 2020 | ARIA Music Awards     | Melhor Artista Internacional (Fine Line) | Venceu    | [ 70 ] |
| 2020 | Danish Music Awards   | Álbum Internacional do Ano               | Indicado  | [ 71 ] |
| 2020 | LOS40 Music Awards    | Álbum Internacional do Ano               | Indicado  | [ 72 ] |
| 2021 | Grammy Awards         | Melhor Álbum Vocal de Pop                | Indicado  | [ 73 ] |
| 2021 | Juno Awards           | Álbum Internacional do Ano               | Venceu    | [ 74 ] |
| 2022 | Grammy Awards         | Melhor Álbum de Áudio Imersivo           | Indicado  | [ 75 ] |

## Lista de faixas
| Fine Line — Edição padrão |                              |                                                      |                               |         |  |
| N.º                       | Título                       | Compositor(es)                                       | Produtor(es)                  | Duração |  |
| 1.                        | "Golden"                     | Harry Styles Thomas Hull Tyler Johnson Mitch Rowland | Johnson Kid Harpoon [c]       | 3:28    |  |
| 2.                        | "Watermelon Sugar"           | Styles Hull Johnson Rowland                          | Kid Harpoon Johnson           | 2:53    |  |
| 3.                        | "Adore You"                  | Styles Hull Johnson Amy Allen                        | Kid Harpoon Johnson [c]       | 3:27    |  |
| 4.                        | "Lights Up"                  | Styles Hull Johnson                                  | Johnson Kid Harpoon [a]       | 2:52    |  |
| 5.                        | "Cherry"                     | Styles Hull Johnson Sammy Witte Jeff Bhasker         | Johnson Witte Kid Harpoon [a] | 4:19    |  |
| 6.                        | "Falling"                    | Styles Hull                                          | Kid Harpoon Johnson [a]       | 4:00    |  |
| 7.                        | "To Be So Lonely"            | Styles Hull Rowland Johnson                          | Kid Harpoon Johnson           | 3:12    |  |
| 8.                        | "She"                        | Styles Hull Rowland Bhasker                          | Kid Harpoon Johnson [c]       | 6:02    |  |
| 9.                        | "Sunflower, Vol. 6"          | Styles Hull Greg Kurstin                             | Kurstin                       | 3:41    |  |
| 10.                       | "Canyon Moon"                | Styles Hull Rowland                                  | Kid Harpoon Johnson [a]       | 3:09    |  |
| 11.                       | "Treat People with Kindness" | Styles Bhasker Ilsey Juber                           | Bhasker                       | 3:17    |  |
| 12.                       | "Fine Line"                  | Styles Hull Rowland Johnson Witte                    | Kid Harpoon Johnson           | 6:17    |  |
| Duração total:            | Duração total:               | Duração total:                                       | Duração total:                | 46:37   |  |

## Desempenho comercial
| Tabela (2019–2021)                    | Melhor posição |
| ------------------------------------- | -------------- |
| Alemanha (Offizielle Deutsche Charts) | 14             |
| Argentina (CAPIF)                     | 1              |
| Austrália (ARIA)                      | 1              |
| Áustria (Ö3 Austria Top 40)           | 4              |
| Bélgica (Ultratop Valônia)            | 24             |
| Bélgica (Ultratop Flandres)           | 1              |
| Canadá (Billboard)                    | 1              |
| Chéquia (ČNS IFPI)                    | 4              |
| Coreia do Sul (Gaon)                  | 40             |
| Dinamarca (Hitlisten)                 | 4              |
| Escócia (Official Scottish Albums)    | 3              |
| Eslováquia (ČNS IFPI)                 | 6              |
| Espanha (PROMUSICAE)                  | 6              |
| Estados Unidos (Billboard 200)        | 1              |
| Estónia (Eesti Ekspress)              | 2              |
| Finlândia (Suomen virallinen lista)   | 5              |
| França (SNEP)                         | 36             |
| Grécia (IFPI Grécia)                  | 2              |
| Hungria (MAHASZ)                      | 15             |
| Irlanda (Official Irish Albums)       | 1              |
| Itália (FIMI)                         | 7              |
| Japão (Billboard Japan Hot Albums)    | 63             |
| Japão (Oricon)                        | 52             |
| Lituânia (AGATA)                      | 1              |
| México (AMPROFON)                     | 1              |
| Noruega (VG-lista)                    | 2              |
| Nova Zelândia (RMNZ)                  | 1              |
| Países Baixos (Dutch Charts)          | 1              |
| Polónia (ZPAV)                        | 5              |
| Portugal (AFP)                        | 1              |
| Reino Unido (Official Albums Chart)   | 2              |
| Suécia (Sverigetopplistan)            | 1              |
| Suíça (Schweizer Hitparade)           | 6              |

| Tabela (2019)                  | Posição |
| ------------------------------ | ------- |
| Austrália (ARIA)               | 42      |
| México (AMPROFON)              | 24      |
| Nova Zelândia (RMNZ)           | 41      |
| Reino Unido (UK Albums Charts) | 90      |

| Tabela (2020)                                 | Posição |
| --------------------------------------------- | ------- |
| Austrália (ARIA)                              | 1       |
| Austria (Ö3 Austria)                          | 12      |
| Bélgica (Ultratop Flanders)                   | 11      |
| Bélgica (Ultratop Valônia)                    | 61      |
| Canadá (Billboard)                            | 2       |
| Dinamarca (Hitlisten)                         | 8       |
| Países Baixos (Album Top 100)                 | 5       |
| França (SNEP)                                 | 100     |
| Alemanha (Offizielle Top 100)                 | 50      |
| Hungria (MAHASZ)                              | 42      |
| Islândia (Tonlist)                            | 6       |
| Irlanda (IRMA)                                | 3       |
| Itália (FIMI)                                 | 13      |
| Polônia (ZPAV)                                | 33      |
| Nova Zelândia (RMNZ)                          | 2       |
| Noruega (VG-lista)                            | 6       |
| Portugal (AFP)                                | 2       |
| Espanha (PROMUSICAE)                          | 10      |
| Suécia (Sverigetopplistan)                    | 8       |
| Suíça (Schweizer Hitparade)                   | 22      |
| Reino Unido (UK Albums Charts)                | 2       |
| Estados Unidos (Billboard 200)                | 4       |
| Estados Unidos (Billboard Tastemakers Albums) | 5       |

| Tabela (2021)                  | Posição |
| ------------------------------ | ------- |
| Austrália (ARIA)               | 7       |
| Áustria (Ö3 Austria)           | 10      |
| Bélgica (Ultratop Flandres)    | 8       |
| Bélgica (Ultratop Valônia)     | 66      |
| Canadá (Billboard)             | 15      |
| Dinamarca (Hitlisten)          | 11      |
| Países Baixos (Album Top 100)  | 10      |
| Alemanha (Offizielle Top 100)  | 47      |
| Hungria (MAHASZ)               | 54      |
| Irlanda (IRMA)                 | 10      |
| Itália (FIMI)                  | 30      |
| Nova Zelândia (RMNZ)           | 11      |
| Noruega (VG-lista)             | 14      |
| Polônia (ZPAV)                 | 70      |
| Espanha (PROMUSICAE)           | 13      |
| Suécia (Sverigetopplistan)     | 20      |
| Suíça (Schweizer Hitparade)    | 35      |
| Reino Unido (UK Albums Charts) | 12      |
| Estados Unidos (Billboard 200) | 16      |

## Certificações
| Região | Certificação    | Vendas     |
| --- | --------------- | ---------- |
| Alemanha (BVMI) | Ouro            | 100,000‡   |
| Austrália (ARIA) | 2× Platina      | 140,000‡   |
| Áustria (IFPI) | Platina         | 15,000‡    |
| Bélgica (BEA) | Ouro            | 10,000‡    |
| Brasil (Pro-Música Brasil) | 3× Platina      | 120,000‡   |
| Canadá (Music Canada) | 2× Platina      | 160,000‡   |
| Dinamarca (IFPI Dinamarca) | 3× Platina      | 60,000‡    |
| Espanha (PROMUSICAE) | Platina         | 40,000‡    |
| Estados Unidos (RIAA) | 3× Platina      | 3,000,000‡ |
| França (SNEP) | Platina         | 100,000‡   |
| Itália (FIMI) | 2× Platina      | 100,000‡   |
| México (AMPROFON) | 3× Platina+Ouro | 210,000‡   |
| Noruega (IFPI Norge) | Platina         | 20,000*    |
| Nova Zelândia (RMNZ) | 4× Platina      | 60,000‡    |
| Polônia (ZPAV) | 3× Platina      | 60,000‡    |
| Portugal (AFP) | Platina         | 15,000^    |
| Reino Unido (BPI) | 2× Platina      | 600,000‡   |
| Singapura (RIAS) | Ouro            | 5,000*     |
| Suécia (GLF) | Platina         | 30,000‡    |
| Suíça (IFPI Schweiz) | Platina         | 20,000‡    |
| *números de vendas baseados somente na certificação ^distribuições baseadas apenas na certificação ‡vendas+valores de streaming baseados somente na certificação |                 |            |

## Histórico de lançamento
| Região | Data                   | Formato(s)                                  | Edição | Gravadora(s)     | Ref.   |
| ------ | ---------------------- | ------------------------------------------- | ------ | ---------------- | ------ |
| Mundo  | 13 de dezembro de 2019 | Cassete CD download digital streaming vinil | Padrão | Erskine Columbia | [ 15 ] |
| Mundo  | 13 de dezembro de 2019 | CD                                          | Deluxe | Erskine Columbia | [ 16 ] |